# Rathaus Neukölln

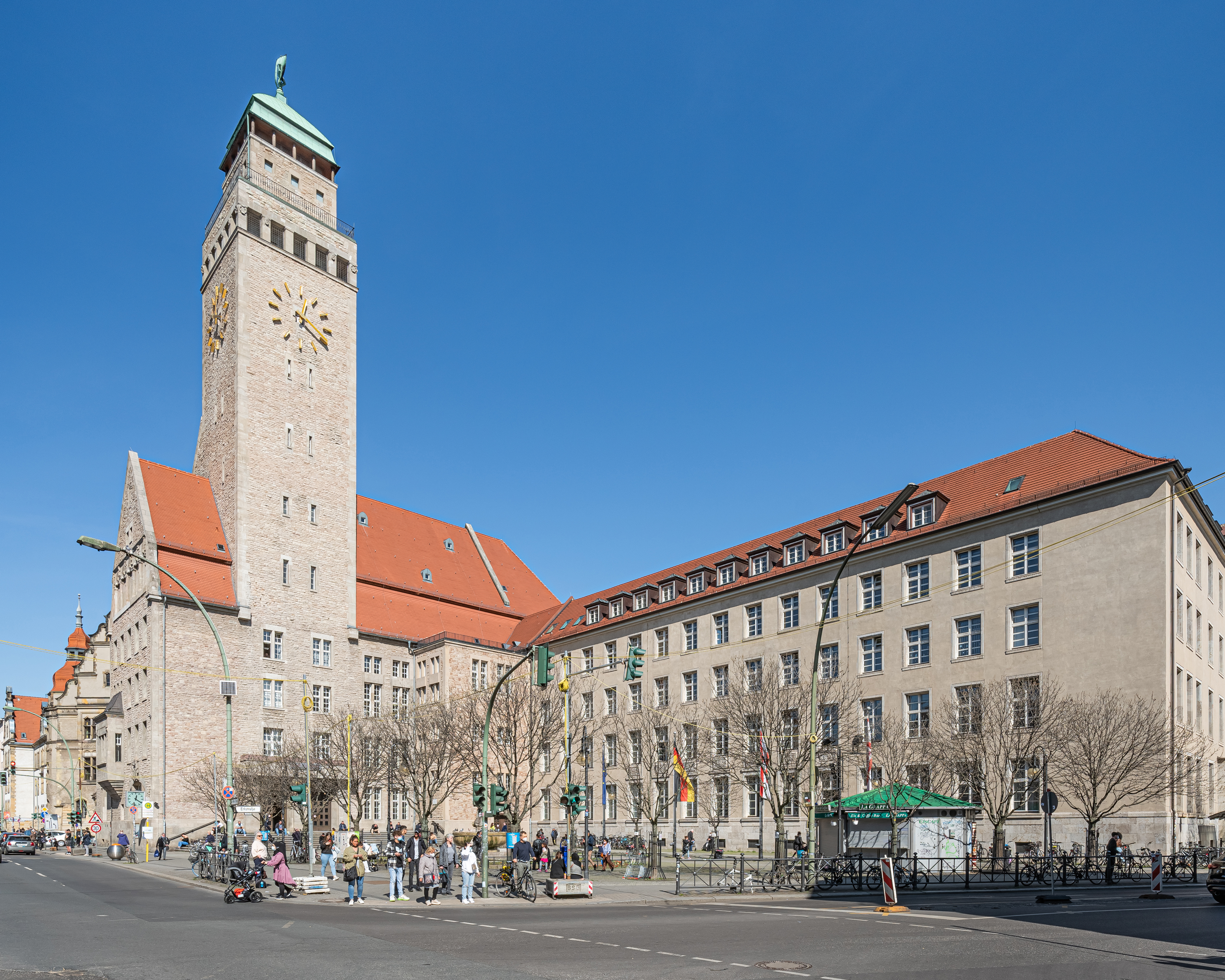
Neuköllns rådhus

Neuköllns rådhus, Rathaus Neukölln, befinner sig på Karl-Marx-Strasse i Neukölln i Berlin. Dagens rådhus stod klart 1908 i det då självständiga Rixdorf som 1912 bytte namn till Neukölln och som 1920 blev en del av Stor-Berlin. 

## Historia
Det första rådhuset i stadsdelsområdet Neukölln kallades Amtshaus och var en för sin tid typisk byggnad i den preussisk statsbyggnadsstilen. Denna byggnad hade byggts när Böhmisch-Rixdorf och Deutsch-Rixdorf gick samman till Rixdorf 1874. Till en början fanns här inte bara den lokala förvaltningen utan även bland annat borgmästarens bostad, tryckeri och domstol. Då befolkningen ökade explosionsartat behövdes en ny byggnad. 
1905 initierade det nyutnämnda stadsbyggnadsrådet Reinhold Kiehl uppförandet av ett nytt rådhus och byggnadsarbetena påbörjades ett år senare. 
Två år senare stod det 67 meter höga rådhustornet klart med lyckans gudinna Fortuna vakandes från tornets topp. Fortuna skapades av Josef Rauch. 1911 och 1914 började ytterligare utbyggnader men alla Kiehls planer kunde inte genomföras på grund av första världskrigets utbrott och 1930-talets ekonomiska kris och nazisternas maktövertagande. 
Under andra världskriget skadades byggnaden svårt och även det gamla rådhuset totalförstördes. Borgmästaren Samson hade motsatt sig ett försvar av rådhuset av SS och Hitler-Jugend utan ville att huset skulle lämnas utan strid men den nazistiska ledaren Wollenberg valde att sätta byggnaden i brand. Först 1950 kunde man börja återuppbygga rådhuset.I samband med återuppbyggnaden skapades dagens öppna plats framför rådhuset.